# Пёттьёш утца (станция метро)
Пёттьёш утца (венг. Pöttyös utca, Улица Пёттьёш) — станция Будапештского метрополитена на линии M3 (синей).
Открыта в 1980 году в составе участка «Надьварад тер» — Кёбанья-Кишпешт. На этом участке линия M3 идёт параллельно проспекту Иллёи (Üllői út), длиннейшей улицы Будапешта, ведущей из центра города в юго-восточном направлении. Выход со станции находится рядом с перекрёстком проспекта Иллёи и улицы Пёттьёш, давшей станции имя. Станция находится в центре большого жилого микрорайона с застройкой социалистического периода, названного по имени Аттилы Йожефа.
«Пёттьёш утца» — однопролётная станция мелкого заложения. На станции две боковые платформы.
6 апреля 2019 года южная часть линии M3 от станции «Надьварад тер» до станции «Кёбанья-Кишпешт» закрыта на реконструкцию.